# こべっこ号
こべっこ号（こべっこごう）は、神戸市交通局（神戸市営バス）が保存しているボンネットバスの愛称である。
本項では、1993年より動態保存されているこべっこII世号（こべっこにせいごう）についても述べる。

## こべっこ号

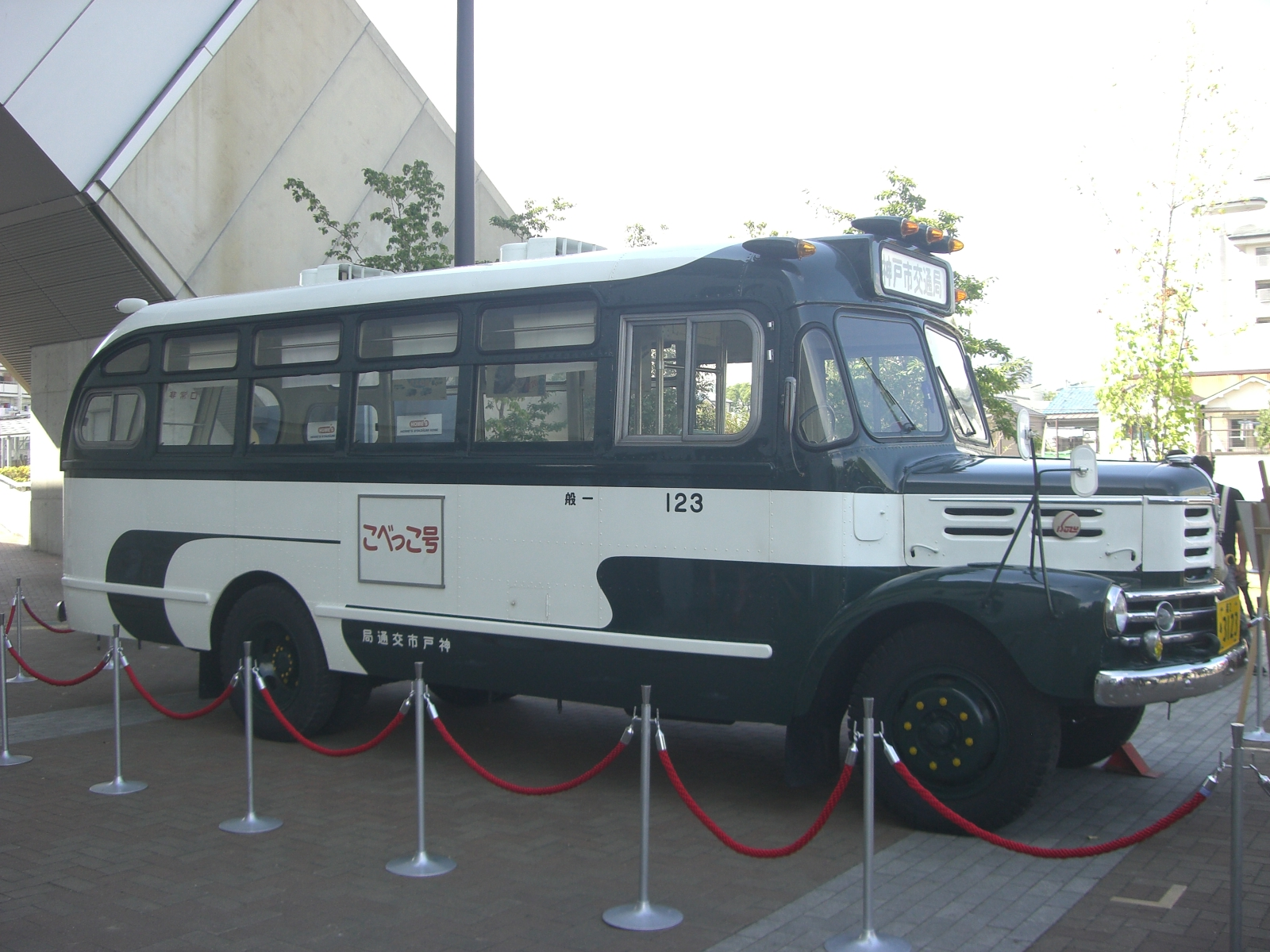
こべっこ号

「こべっこ号」は、1956年に神戸市営バスが、狭隘路線向けに導入した3台のボンネットバスのうちの1台である。晩年は31系統（国鉄住吉駅 - 白鶴美術館前）で使用され、1972年に廃車となるまで、オーバーホール等の更新を3度行い、営業運行での累計走行距離は38万kmだった。走行条件に対応し、フロントフェンダーが左右非対称になっているのが特徴であった。
廃車後、3台のうち最も古い1台（社番123・登録番号は兵2あ3123）は、記念車として保管される事になり、神戸市交通局長田工場にて「構内車」の表示を付けられた上で保管された。この間、一時的ではあるが、住吉駅前で乗務員用詰所に利用された事もある。
長らく屋内保管状態であったが、1988年6月に永久保存のために整備する事になり、再塗装された。翌年の1989年3月には動態保存を行うため、4度目のオーバーホールを行い、再登録された（営業用には使用しない事になっていたので、自家用登録であった）。この時に「こべっこ号」と命名されている。
神戸まつりなどのイベント時には、展示走行も行い、交通局のマスコット的存在になっていたが、製造後37年が経過し、部品確保が困難になってきた事に加え、自動車から排出される窒素酸化物及び粒子状物質の特定地域における総量の削減等に関する特別措置法（自動車NOx・PM法）およびディーゼル車規制条例によって車検の継続が不可能になった為、1993年に新たな車両を製造する事になった。
新たなマスコット車両は、排出ガス規制に適合したいすゞの中型トラック「フォワード」（U-FTR32FB改、7t級）のシャシを利用し、車体は「こべっこ号」のレプリカとして新造する事になり、京成自動車工業に発注が行われた。オリジナルのイメージを完全に引き継ぐべく、実際に製造作業を行う担当者への配慮から「こべっこ号」が千葉県の工場へ回送され、後継車の完成まで常駐する事になった。これは「こべっこ号」としては最初で最後の関東遠征であった。
後継車の完成に伴い「こべっこ号」は交通局車両工場にて保存される事になった。
通常は非公開であるが、市バス開業80周年の記念事業として第10回スルッとKANSAIバスまつり（2010年）に特別展示された。

## こべっこII世号

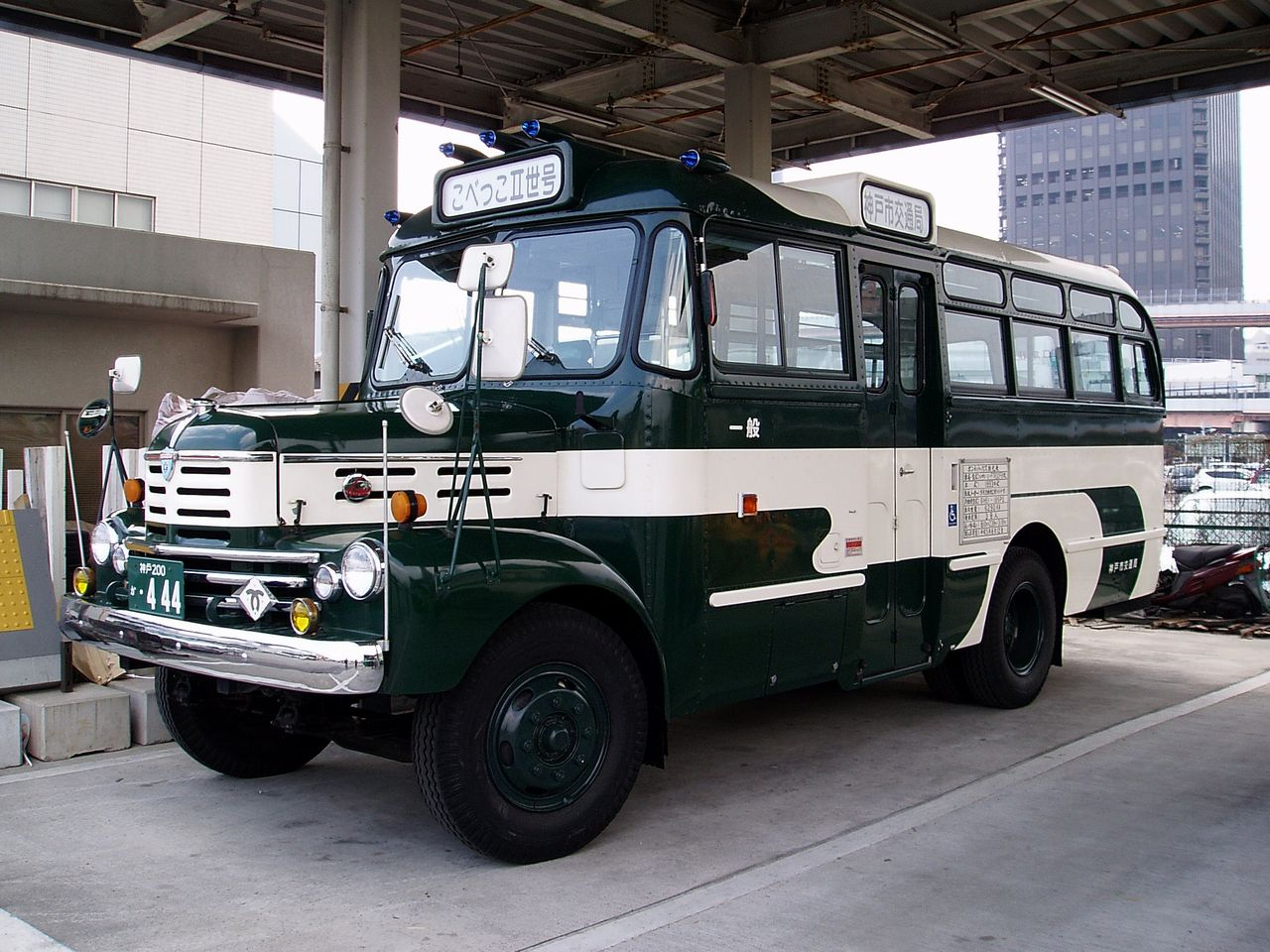
こべっこII世号

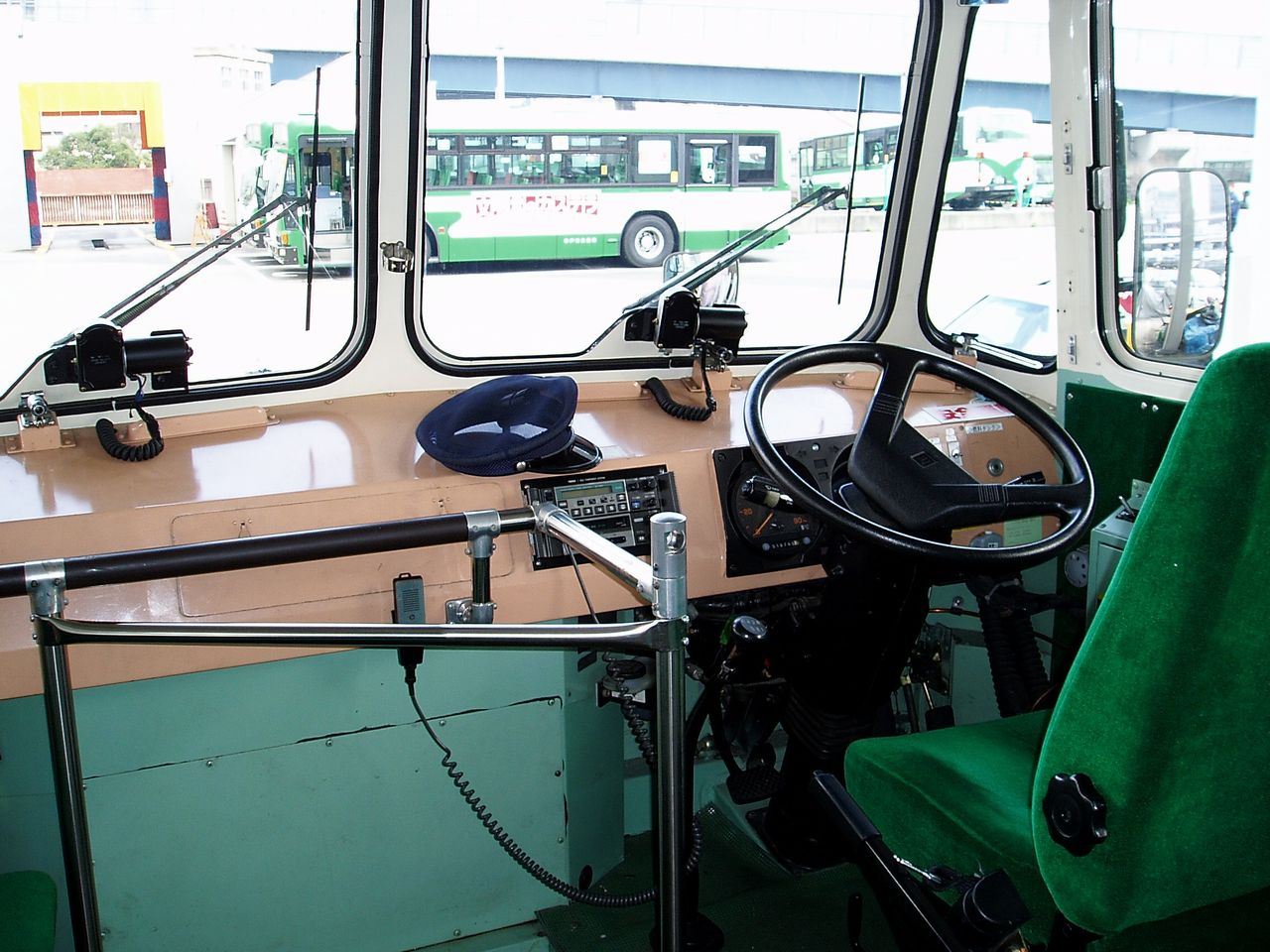
こべっこII世号の運転席周り

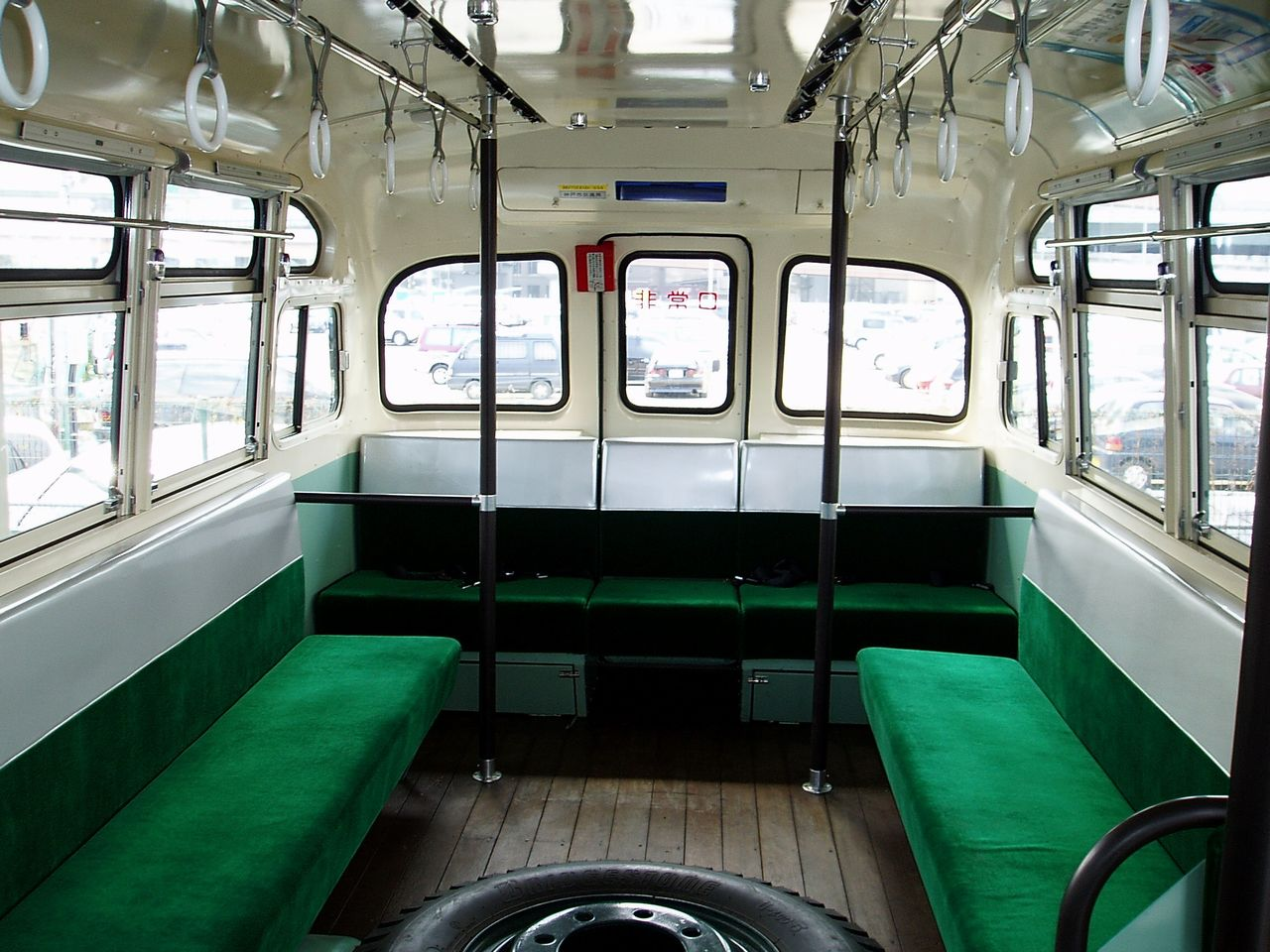
こべっこII世号の車内

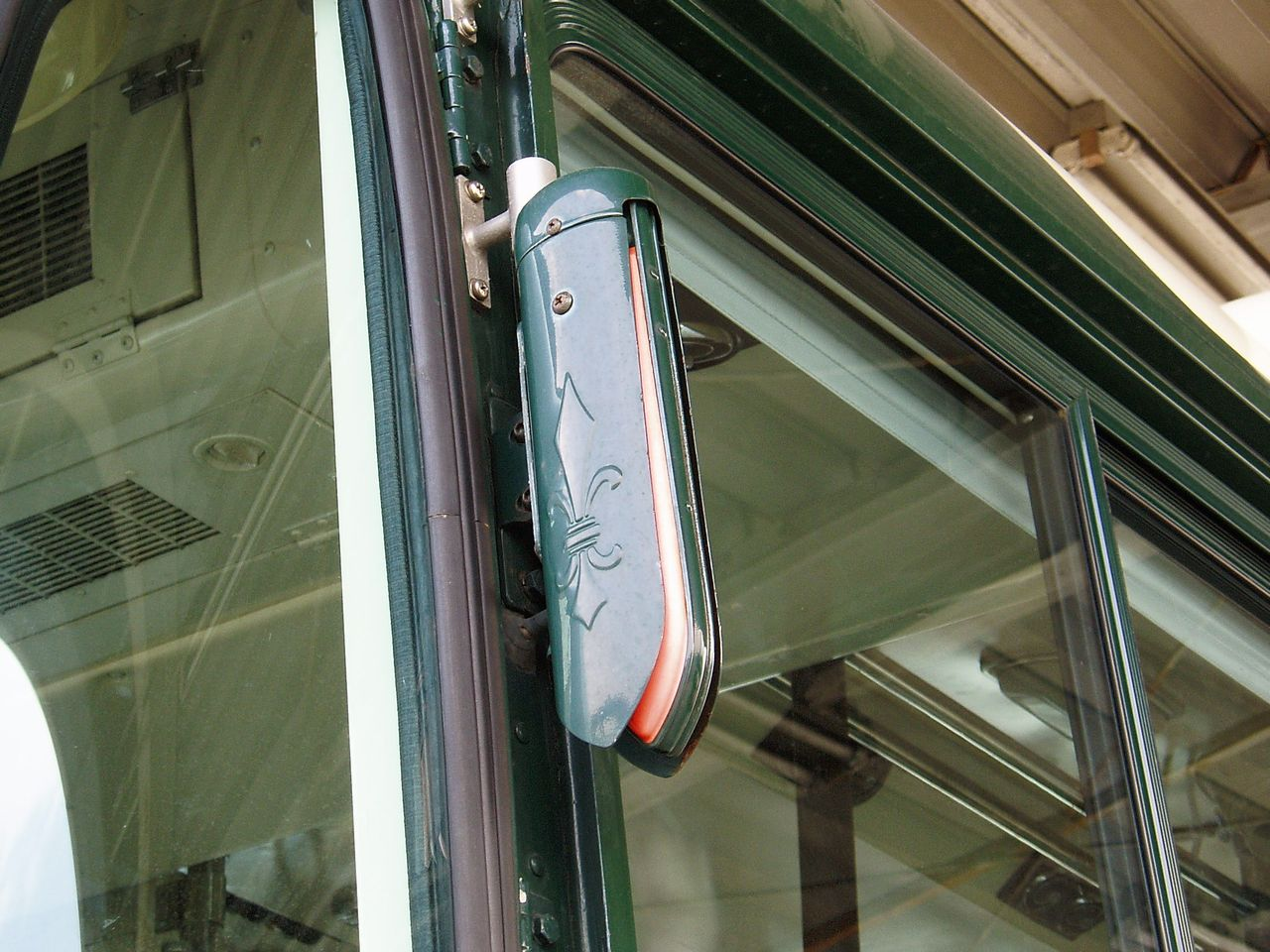
「アポロ」と呼ばれる矢羽式方向指示器も装備されている

レプリカ車両は、現代のバスと違い平面部分が少なく、車体外板の殆どが鈑金叩き出しとなったという。
ベースシャシのトレッド寸法から、フロントフェンダーの幅が若干広くなっている他、全体的に若干サイズが大きくなっている。また、ベース車はキャブオーバーであったため、ステアリング機構の位置変更には苦労したといい、どうにか収まったものの、回転半径に制約を受け、12mの大型観光バス並みとなったという。現代においては冷房装置は必須と考えられた事から、車内の運転席上の天井に冷房装置を設置した。
それらの相違点はあるものの、全体的な印象は「こべっこ号」のイメージを最大限引き継いでいる。
こうして、ボンネットバスのレプリカは1993年に完成。「こべっこII世号」と命名された。
「こべっこII世号」は、新たな市営バスのマスコットカーとして中央営業所に配置され、各種イベント時には展示や走行を行った。当初は自家用登録であったが、2000年秋以降は季節限定運行の定期観光バスとして運行される事になり、正式に事業用自動車（営業車）として登録された。
しかし、毎年のように強化される排出ガス規制は「こべっこII世号」にも及ぶことになり、2006年3月以降の運行や車検の更新が不可能になる事が判明した。しかし、市営バスにとっては「こべっこII世号」は貴重な財産という位置付けとなっているため、引き続き「こべっこII世号」を動態保存するべく、2006年1月にCNGエンジンへの改造を行っている。
毎年9月恒例のスルッとKANSAIバスまつりには第2回（2002年）から参加しており、来場者から高い人気を集めている。
2016年11月、神戸市交通局は、兵庫区と長田区の市場をこべっこII世号で巡る買い物ツアーを企画、募集をかけたところ、市内外から80人の枠に約600人の応募があった。このことから2017年には、6月から9月の間の10日間に拡大する形でツアーが再企画されている。

## 諸元
こべっこ号
- 型式: いすゞBX131
- 登録日: 1956年（昭和31年）10月19日
- 全長: 7,640mm
- 全幅: 2,180mm
- 全高: 2,900mm
- 車両重量: 5,100kg
- 乗車定員: 38名

こべっこII世号（CNGバスへの改造後）
- 型式: いすゞU-FTR32FB改
- 登録日: 1993年（平成5年）8月12日
  - CNGバスへの改造は2006年（平成18年）1月23日

- 全長: 8,100mm
- 全幅: 2,390mm
- 全高: 3,180mm
- 車両重量: 6,670kg
- 乗車定員: 39名